# Toyota JZ

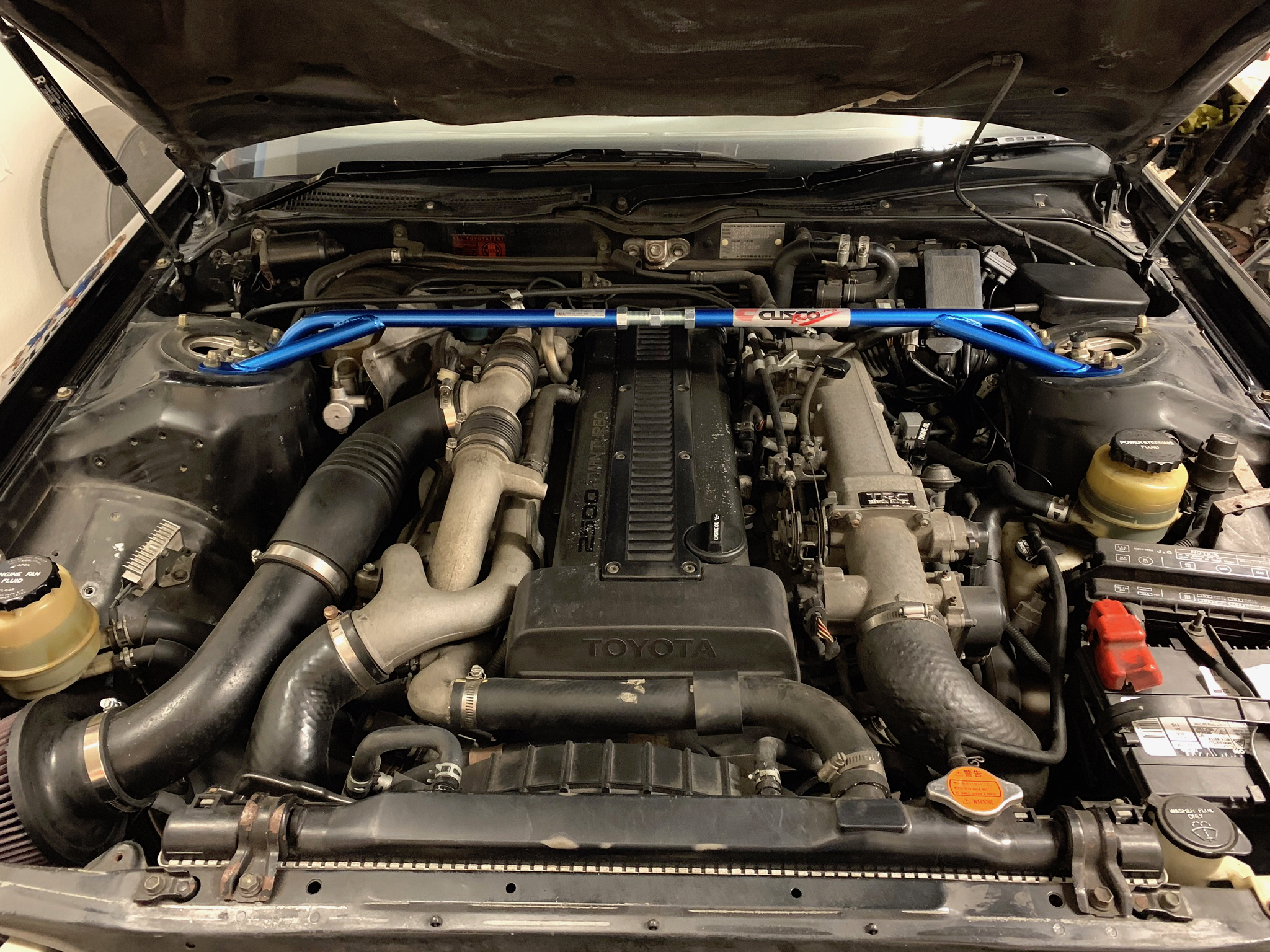
1JZ-GTE in a 1991 Toyota Mark II 2.5GT Twin Turbo

Лінійка двигунів Toyota JZ — це серія бензинових автомобільних рядних шестициліндрових двигунів, яка прийшла на заміну лінійці M. Всі двигуни серії мають газорозподільний механізм DOHC з 4 клапанами на циліндр, об'єм двигунів: 2,5 і 3 літри. Двигуни розраховані на поздовжнє розміщення для використання з задньопривідною або повнопривідною трансмісією. Випускалися з 1990—2007 рр. Наступником стала лінійка V6 двигунів GR.

## 1JZ
Двигуни об'ємом 2.5 л (2492 куб.см) вироблялися з 1990 по 2007 рр.(останні продані моделі з 1JZ — Mark II Blit Wagon і Crown Athlete). Діаметр циліндра 86 мм, хід поршня 71,5 мм. Це 24-клапанний DOHC двигун з ремінним приводом валів.

### 1JZ-GE
Вихідна потужність атмосферного 1JZ-GE першого покоління(1990—1995) 180 к.с. (133 кВт; 177 к.с.) при 6000 об/хв і 235 Н • м при 4800 об/хв. Потужність другого покоління(з 1995) 1JZ-GE була збільшена за рахунок системи зміни фаз газорозподілу VVT-i і становила 200 к.с. (147 кВт; 197 к.с.) при 6000 об/хв і 251 Н • м при 4000 об/хв. Діаметр циліндра 86 мм, хід поршня 71,5 мм. Ступінь стиснення — 10 (2-е покоління — 10.5). Як і інші JZ-двигуни, 1JZ-GE конструювався для монтажу в поздовжньому положенні і приводом на задню вісь. Він конпонувався з 4-х ступеневим автоматом в базовій комплектації. Жодна комплектація не передбачала МКП.
Цей двигун встановлювався на наступні автомобілі:
- Toyota Mark II / Toyota Chaser / Toyota Cresta
- Toyota Mark II Blit
- Toyota Brevis
- Toyota Progres
- Toyota Aristo
- Toyota Verossa
- Toyota Crown
- Toyota Crown Majesta
- Toyota Soarer
- Toyota Supra

### 1JZ-GTE

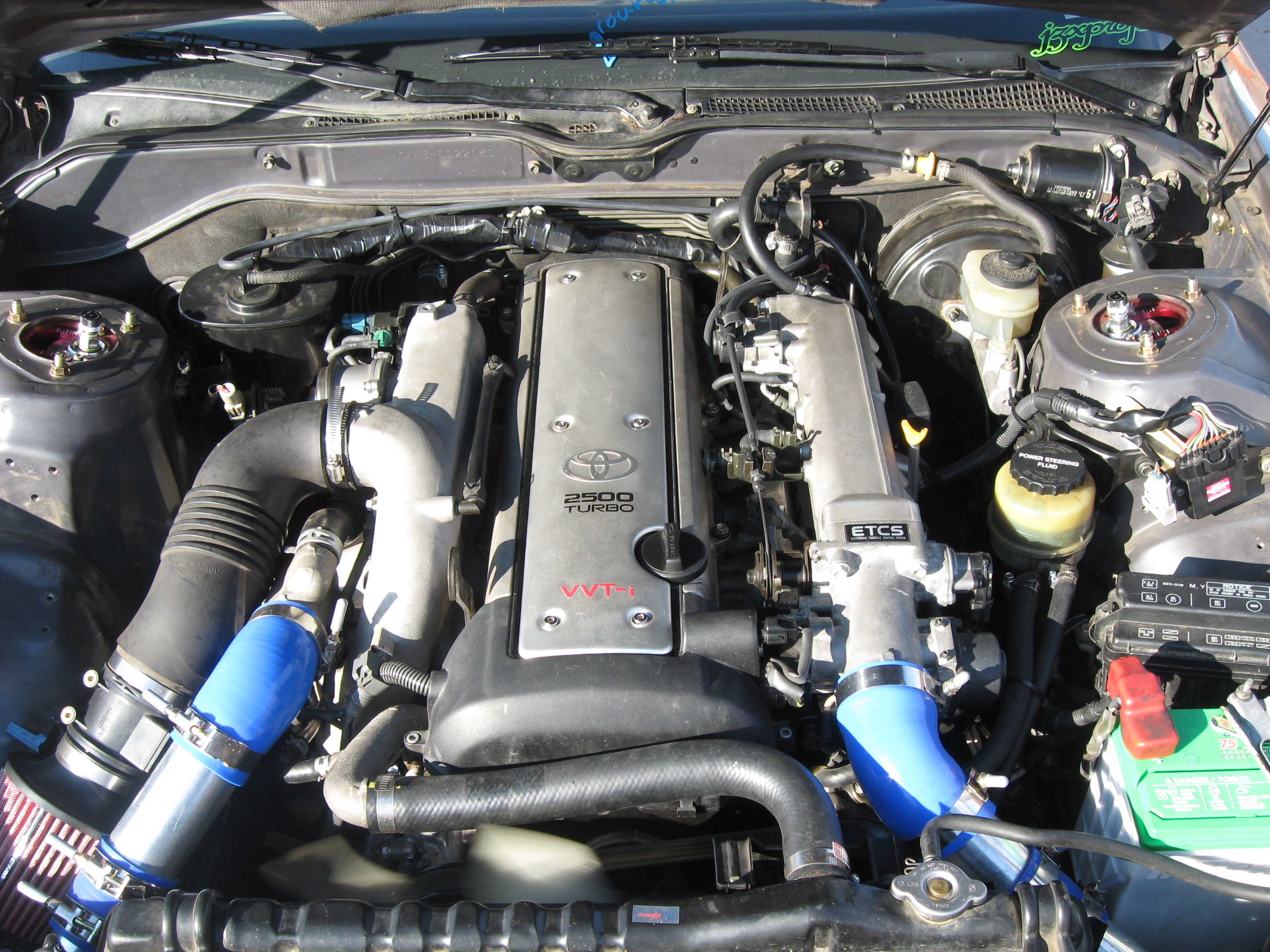
Третє покоління 1JZ-GTE VVTi «свапнутий» в 1989 MX83 Toyota Cressida

1JZ-GTE першого покоління обладнаний двома паралельно працюючими турбонагнітачами (твін-турбо) CT12A і змонтованим під крилом інтеркулером. Ступінь стиснення — 8.5, видавав 280 к.с.(206 кВт) при 6200 об/хв і 363 Н • м при 4800 об/хв. Діаметр і хід поршня такі ж, як і в 1JZ-GE: діаметр циліндра 86 мм, хід поршня 71,5 мм. ГБЦ була розроблена за участю компанії Yamaha, її логотип видно на певних частинах двигуна (наприклад кожух ременя ГРМ).
У першому поколінні спостерігалися проблеми з керамічними дисками турбін, які мали схильність до розшарування на високих обертах двигуна і температурних умов експлуатації. Ще однією особливістю ранніх 1JZ-GTE була несправність одностороннього клапана на голівці, це приводило до того, що частина картерних газів потрапляли у впускний колектор, що негативно позначалося на потужності двигуна. З сторони випускного колектора пристойна кількість парів масла надходила в турбонагнітачі, що в свою чергу викликало передчасний знос ущільнень. Всі ці недоліки у другому поколінні двигуна були визнані Toyota офіційно і двигун був відкликаний на доопрацювання, але тільки в Японії. Рішення проблеми просте — проводиться заміна клапана PCV.
Третє покоління 1JZ-GTE було введено на ринок в 1996-му році. Це все той же двох з половиною літровий двигун з турбонагнітачем, але з фірмовою архітектурою BEAMS, яка полягає в переробленні ГБЦ, установкою новітньої в той час системи VVT-i з безступінчатою зміною фаз газорозподілу, зміною сорочки охолодження для кращого охолодження циліндрів і новими прокладками клапанів з покриттям нітриду титану для меншого тертя кулачків розподільних валів. Була змінена турбо установка з двох турбонагнітачів CT12 на один CT15B. Установка системи VVT-i і нової сорочки охолодження дозволило збільшити фізичну ступінь стиснення з 8.5: 1 до 9: 1. Незважаючи на те, що офіційні дані потужності двигуна не змінилися крутний момент підріс до 379 Н • м при 2400 об/хв. Ці удосконалення привели до збільшення паливної ефективності двигуна на 10 %. 1JZ-GTE компонувався з 4-ступінчастою автоматичною коробкою передач (A340 / A341) або 5-ступінчастою механічною коробкою (R154).
Цей двигун встановлювався на наступні автомобілі:
- Toyota Mark II / Chaser / Cresta модифікацій 2.5 GT TwinTurbo (JZX81), Tourer V (JZX90, JZX100), IR-V (JZX110), Roulant G (Cresta JZX100)
- Toyota Soarer (JZZ30)
- Toyota Supra (JZA70)
- Toyota Verossa
- Toyota Crown (JZS170)

### 1JZ-FSE
У 2000 році з'явився 1JZ-FSE з безпосереднім уприскуванням палива D4. Для більш високої екологічності і паливної економічності без втрат потужності відносно базового мотора. У 1JZ-FSE встановлено такий блок, як у звичайному 1JZ-GE. Головка блоку така ж, впускна система спроектована таким чином, щоб за певних умов двигун працював на сильно збідненій суміші від 20 до 40: 1. У зв'язку з чим витрата палива знижується на 20 %, а потужність становить 200 к.с. (147 кВт, 197 к.с.) і 250 Н • м. 1JZ-FSE завжди компонувався з автоматичною коробкою передач.
Цей двигун встановлювався на наступні автомобілі:
- Mark II
- Brevis
- Progres
- Verossa
- Crown
- Toyota Mark II Blit

## 2JZ
3.0 л (2997 куб.см) 2JZ вироблявся з 1991 року (вперше випущений в Toyota Aristo 1991). Діаметр циліндра становить 86 мм і хід поршня 86 мм. VVT-i система зміни фаз газорозподілу була додана пізніше в 1997 році.

### 2JZ-GE
Двигун 2JZ-GE найпоширеніший з усіх 2JZ. Трилітровий «атмосферник» розвиває 220 к.с. при 5800-6000 об/хв, крутний момент становить 298 Н • м. при 4800 об/хв. Двигун оснащується послідовним уприскуванням палива. Блок циліндрів зроблений з чавуну і суміщений з алюмінієвою головкою блоку циліндрів. На перших версіях на нього встановлювався звичайний газорозподільний механізм схеми DOHC з чотирма клапанами на циліндр. У другому поколінні це система зміни фаз газорозподілу VVT-i і система запалювання DIS (Double Ignition System) з однією котушкою на пару циліндрів.
Цей двигун встановлювався на наступні автомобілі:
- Toyota Altezza AS300/Lexus IS300
- Toyota Aristo/Lexus GS300
- Toyota Crown / Toyota Crown Majesta
- Toyota Mark II
- Toyota Chaser
- Toyota Cresta
- Toyota Progres
- Toyota Soarer / Lexus SC 300
- Toyota Supra MK IV

### 2JZ-GTE

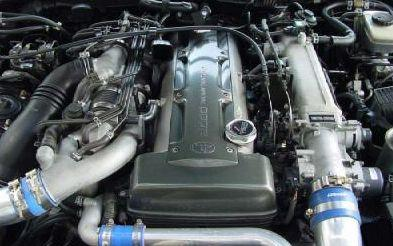
Двигун на Supra JZA80

Це самий «заряджений» двигун серії 2JZ. Він має шість циліндрів з прямим розташуванням, два розподільних вали з ремінним приводом від колінчастого вала, два турбонагнітачі з інтеркулером. Блок двигуна виготовлений з чавуну, головка блоку циліндрів алюмінієва і спроектована TMC (Toyota Motor Corporation). 2JZ-GTE виготовлявся з 1991-го по 2002 рік виключно в Японії. Це була відповідь на Ніссанівський двигун RB26DETT, який домігся успіху в ряді чемпіонатів таких як FIA і N Touring Car. Двигун компонувався двома коробками передач: автоматична для комфортної їзди та спортивна. АКПП 4-х ступінчаста Toyota A341E, МКПП 6-ти ступінчаста Toyota V160 і V161 розроблена спільно з Getrag.
Спочатку цей «заряджений» мотор встановили на Toyota Aristo V (JZS147), а після на Toyota Supra RZ (JZA80). При розробці Тойотою двигуна 2JZ-GTE за основу був узятий 2JZ-GE. Основна відмінність полягала в установці турбонагнітача з боковим інтеркулером. Блок циліндрів, колінчастий вал і шатуни були однакові. Була невелика відмінність в поршнях: у 2JZ-GTE в поршнях було зроблено поглиблення для зменшення фізичного ступеня стиснення і додаткові масляні канавки для кращого охолодження поршнів. На відміну від Aristo V і Supra RZ на інші моделі автомобілів, такі як Aristo, Altezza, Mark II встановлювалися інші шатуни. Як зазначалося раніше у вересні 1997 року двигун був доопрацьований і оснащений системою зміни фаз газорозподілу VVT-i. Це збільшило потужність і крутний момент 2JZ-GTE. Установка подвійного турбонагнітача розробленого Тойотою спільно з Hitachi збільшила потужність відносно базового 2JZ-GE з 220к.с. до 280к.с. (276к.с.) при 5600 об/хв. На перших модифікаціях крутний момент становив 435 Н • м, після модернізації в 1997-му році системою VVT-i крутний момент підріс до 451 Н • м, а потужність двигуна, згідно з документацією Toyota, на північноамериканському і європейському ринках збільшилася до 321 к.с. при 5600 об/хв. На експорт Toyota виробляла більш потужну версію 2JZ-GTE, це досягалося установкою новітніх турбонагнітачів з використанням нержавіючої сталі, проти керамічних компонентів розрахованих для японського ринку, а так само допрацьовані розподільні вали і інжектори, що виробляють більший обсяг паливної суміші за одиницю часу (440 мл / хв для внутрішнього японського ринку і 550 мл / хв на експорт). Для двигунів внутрішнього ринку встановлювалося дві турбонагнітачі CT20, а для експортного варіанту CT12B. Механічна частина різних турбонагнітачів допускала взаємозамінність випускної системи на обох варіантах двигунів. Існує кілька підтипів турбонагнітачів CT20 розрахованих для внутрішнього ринку, які доповнюються суфіксами A, B, R, наприклад CT20A.
Цей двигун встановлювався на наступні автомобілі:
- Toyota Aristo/Lexus GS JZS147 (тільки в Японії)
- Toyota Aristo V300/Lexus GS300 JZS161 (тільки в Японії)
- Toyota Supra RZ/Turbo JZA80

### 2JZ-FSE
Двигун 2JZ-FSE оснащується безпосереднім уприскуванням палива, аналогічним як на 1JZ-FSE тільки з збільшеним робочим об'ємом і більшим стисненням ніж на 1JZ-FSE, яке становить 11.3: 1. За потужністю він залишився на тому ж рівні, як його базова модифікація 2JZ-GE. Зменшилася витрата палива і покращилися показники шкідливих викидів. Варто відзначити, що Toyota вводить на ринок двигуни з безпосереднім уприскуванням виключно для екологічності і паливної ефективності, тому на практиці D4 не дає жодних помітних поліпшень характеристик потужності. Вихідна потужність 2JZ-FSE становить 217 к.с., а максимальний обертовий момент 294 Н • м. Він завжди компонується з 4-х ступінчастою АКПП.
Цей двигун встановлювався на наступні автомобілі:
- Brevis
- Progres
- Crown
- Crown Majesta